# Potash Corporation of Saskatchewan

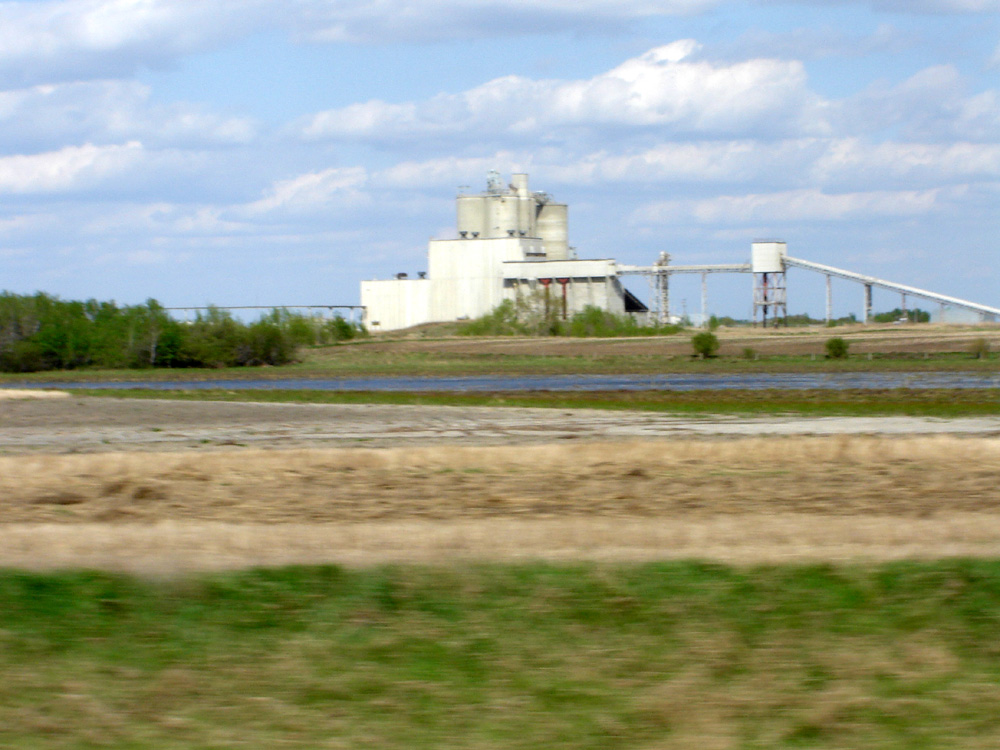

«Potash Corporation of Saskatchewan Inc.», іноді «PCS Inc.» — канадська компанія, третій продуцент фосфатів у світі. Штаб-квартира розташована в Саскатуні, провінція Саскачеван, Канада.

## Характеристика
Суттєвий розвиток компанії, який дозволив їй зайняти існуючі позиції, відбувся у 1990-х роках. У 1995 р. купила декілька фосфатних підприємств в південних штатах США у компанії Texasgulf Inc. — дочірнього підприємства французької компанії Elf Aquitaine: комплекс Аврора в Північній Кароліні, що включає виробництва всіх етапів видобутку і переробки фосфатів; рудник Чі-Крік річною потужністю 6 млн т; збагачувальну фабрику, фосфорно-кислотну установку і завод по випуску фосфорних і комплексних добрив. Крім того, у компанії White Spring Agricultural Chemicals Inc. був куплений комплекс Свіфт-Крік (англ. Swift Creek), що включає рудник річною потужністю 540 тис. т і завод по виробництву фосфорної кислоти і добрив, комплекс по випуску кислоти і добрив Свонні-Рівер і рудник Уайт-Спрінгс в окрузі Гамільтон на півночі штату Флорида.
Унаслідок операцій в розпорядженні компанії виявилося 7% світових потужностей з видобутку фосфатів, що зробило її фосфатний підрозділ, PCS Phosphates Inc., третім продуцентом фосфатів у світі.
Запаси компанії на 1996 р. становили 39% запасів США; це достатньо для забезпечення роботи всіх підприємств при повному їх завантаженні протягом 55 років [Engineering and Mining Journal. 1996. V.197, № 3]. На початку 1997 р. компанія PCS Inc. придбала канадську компанію Arcadian Corp. , що займається виробництвом азотних добрив.
Таким чином, PCS Inc., як і IMC Global Inc. , зосередила в своїх руках потужності по випуску всіх видів добрив — азотних, калійних, фосфорних, комплексних і тримає в руках весь виробничий ланцюжок — від видобутку сировини до випуску кінцевих продуктів.